# Kyriakos Apostolidīs
Kyriakos Apostolidīs, noto anche come Kirk e Koulis (in greco: Κυριάκος Αποστολίδης; Salonicco, 3 marzo 1946), è un ex calciatore greco.

## Carriera

### Club
Formatosi nel PAOK, Apostolidis nel 1964 si trasferisce negli Stati Uniti d'America, ove gioca con i San Francisco Dons, la rappresentativa calcistica dell'università di San Francisco.
Nel 1968 viene ingaggiato dai canadesi del Vancouver Royals, con cui ottiene l'ultimo posto della Pacific Division della North American Soccer League 1968.
La stagione seguente, dopo aver giocato alcuna amichevoli con i California Clippers, viene ingaggiato dai Dallas Tornado, società in cui militerà sino al 1971. Dopo un breve passaggio ai Greek-American A.C., nella sua seconda stagione con i Tornado conquisterà il titolo di capocannoniere del torneo, mentre nella terza ed ultima stagione conquisterà il titolo nordamericano, non giocando però nelle finali contro gli Atlanta Chiefs. Con i Tornado nel 1971 vinse anche il primo campionato indoor della NASL.
Sempre nel 1971 Apostolidis ritorna a giocare in patria, nuovamente tra le file del PAOK, società con cui giocherà sino al 1979. Con i bianconeri Apostolidis vincerà due coppe di Grecia e l'Alpha Ethniki 1975-1976.
Tornò nel 1980 in America quando si trasferì in Canada per giocare nel Panhellenic Olympics, squadra della National Soccer League, ottenendo il quarto posto nel torneo 1980, vincendo poi i playoff battendo in finale il St. Catharines Roma.

### Nazionale
Apostolidis ha vestito la maglia della nazionale di calcio della Grecia in sei occasioni.

## Statistiche

### Cronologia presenze e reti in nazionale
| Cronologia completa delle presenze e delle reti in nazionale ― Grecia | Cronologia completa delle presenze e delle reti in nazionale ― Grecia | Cronologia completa delle presenze e delle reti in nazionale ― Grecia | Cronologia completa delle presenze e delle reti in nazionale ― Grecia | Cronologia completa delle presenze e delle reti in nazionale ― Grecia | Cronologia completa delle presenze e delle reti in nazionale ― Grecia | Cronologia completa delle presenze e delle reti in nazionale ― Grecia | Cronologia completa delle presenze e delle reti in nazionale ― Grecia |
| Data                                                                  | Città                                                                 | In casa                                                               | Risultato                                                             | Ospiti                                                                | Competizione                                                          | Reti                                                                  | Note                                                                  |
| --------------------------------------------------------------------- | --------------------------------------------------------------------- | --------------------------------------------------------------------- | --------------------------------------------------------------------- | --------------------------------------------------------------------- | --------------------------------------------------------------------- | --------------------------------------------------------------------- | --------------------------------------------------------------------- |
| 16-2-1972                                                             | Il Pireo                                                              | Grecia                                                                | 0 – 5                                                                 | Paesi Bassi                                                           | Amichevole                                                            | -                                                                     | 46’                                                                   |
| 2-9-1972                                                              | Il Pireo                                                              | Grecia                                                                | 1 – 3                                                                 | Francia                                                               | Amichevole                                                            | -                                                                     | 65’                                                                   |
| 4-6-1975                                                              | Salonicco                                                             | Grecia                                                                | 4 – 0                                                                 | Malta                                                                 | Qual. europei 1976                                                    | -                                                                     |                                                                       |
| 24-9-1975                                                             | Salonicco                                                             | Grecia                                                                | 1 – 1                                                                 | Romania                                                               | Coppa dei Balcani                                                     | -                                                                     |                                                                       |
| 11-10-1975                                                            | Düsseldorf                                                            | Germania                                                              | 1 – 1                                                                 | Grecia                                                                | Qual. europei 1976                                                    | -                                                                     | 46’                                                                   |
| 6-5-1976                                                              | Atene                                                                 | Grecia                                                                | 1 – 0                                                                 | Polonia                                                               | Amichevole                                                            | -                                                                     | 62’                                                                   |
| Totale                                                                |                                                                       | Presenze                                                              | 6                                                                     |                                                                       | Reti                                                                  | 0                                                                     |                                                                       |

## Palmarès

### Calcio
- Campionato NASL: 1

Dallas Tornado:1971
- Coppa di Grecia: 2

PAOK Salonicco:1972, 1974
- Campionato greco: 1

PAOK Salonicco:1975-1976
- National Soccer League: 1

Panhellenic Olympics: 1980

### Indoor soccer
- NASL Indoor: 1

Dallas Tornado: 1971.

### Individuale
- Capocannoniere della NASL: 1

1970 (16 gol)